# 7 Dni Piotrków
7 Dni Piotrków – dawniej samodzielny tygodnik ukazujący się w Piotrkowie Trybunalskim, obecnie cotygodniowy dodatek do Dziennika Łódzkiego ukazujący się w każdy piątek, docierający do mieszkańców byłego województwa piotrkowskiego. Tygodnik zarówno opisuje lokalne sprawy, jak i stanowi informator miejski.

## Redaktorzy naczelni
- Paweł Kucharski
- Stanisław Stępień
- Arkadiusz Krystek – redaktor odpowiedzialny
- Julian Beck